# LM-2008
Der PTMS 71-153 ist ein vom russischen Petersburger Straßenbahn-mechanischen Werk (PTMS) gebautes Straßenbahnfahrzeug. Der Großraumwagen wird in Anlehnung an frühere Straßenbahntypen des PTMS auch als LM-2008 bezeichnet. Die Abkürzung LM bedeutet Leningradski Motorny (russisch Ленинградский Моторный, deutsch Leningrader Triebwagen), die Zahl 2008 entspricht dem Baujahr des ersten Fahrzeuges. Das 71-153 mit energiesparender vollcomputerisierter Drehstromantriebssteuerung weist einen Niederfluranteil von 40 % in der Mitte seines Wagenkastens auf. An der zweiten Tür befindet sich eine Klapprampe für Rollstühle. Der 71-153 ist mit einem Fahrgastinformationssystem mit LED-Anzeigen und digitaler Funksprechanlage ausgerüstet. Für die Beobachtung des Fahrgastraums und des nichteinsehbaren Raums außerhalb des Fahrzeuges steht dem Wagenführer ein digitales Fernsehsystem mit zwei Kameras und TFT-Bildschirm zur Verfügung. Alle Informationen über den Zustand des Wagens werden auch auf dem TFT-Bildschirm angezeigt. Der 71-153 ist ein Einrichtungsfahrzeug und kann nur auf Linien mit Wendeschleifen oder -dreiecken an den Streckenenden verkehren. Ein wesentlicher Nachteil des 71-153 ist, dass er nur als Solotriebwagen eingesetzt werden kann. Das Fahrzeug hat keine Möglichkeit der Mehrfachtraktion und es gibt keine Beiwagen. 
Das PTMS baute den 71-153 seit 2008, bis 2012 wurden 62 Wagen hergestellt. 33 Fahrzeuge wurden nach Sankt Petersburg geliefert und je einer nach Nischni Nowgorod, Tula und Krasnojarsk. Zwei Testfahrzeuge wurden 2009 nach Moskau geliefert. Moskau erhielt 2010 21 Fahrzeuge des Untertyps 71-153, der in Mehrfachtraktion eingesetzt werden kann.